# Gloster Gladiator
Il Gloster Gladiator è stato l'ultimo dei caccia britannici biplani. Nonostante gli evidenti limiti, i Gladiator difesero l'Inghilterra dai primi bombardamenti tedeschi e volarono dai laghi ghiacciati della Norvegia, quando le loro portaerei vennero colpite.
Il prototipo volò nel settembre del 1934. L'aereo venne ordinato in grandi serie l'anno dopo ed entrò in servizio attorno al 1937. Era equipaggiato da un motore stellare Mercury IX, 9 cilindri da circa 840 cavalli. Venne prodotto in circa 900 esemplari.
Fu comprato da 13 Paesi oltre che dalla RAF e, come Sea Gladiator, dalla Royal Navy. Venne ritirato molto più tardi del dovuto. A dispetto della configurazione, era piuttosto ben rifinito per gli standard dell'epoca.
I Gladiator erano considerati tra i migliori caccia biplani mai costruiti. Come molti aerei di questo tipo, erano manovrabili e sensibili al minimo comando e talvolta riuscivano a bilanciare così la scarsa velocità (407 km orari) rispetto ai caccia tedeschi. Poiché l'ala era rivestita con tela, bastavano pochi colpi per squarciarla e rendere l'aereo ingovernabile. Venne, quindi, ben presto superato dalla generazione monoplana, ma poté battersi discretamente nei teatri periferici della seconda guerra mondiale.
È passato alla storia soprattutto per i primi mesi di guerra contro gli italiani, in cui incontrò il suo diretto equivalente, il Fiat C.R.42, in Africa, sui Balcani e sulla Grecia. 
Il CR. 42 era per certi aspetti superiore al Gloster Gladiator, ma il suo era un vantaggio non molto significativo. Complessivamente, a bassa quota, le prestazioni del biplano britannico erano superiori, con maggiori velocità massima e di cabrata.
Il sudafricano Marmaduke "Pat" Pattle è stato il massimo "asso" del Gladiator, con 15 vittorie contro aerei italiani.
Il Gladiator derivava dal Gloster Gauntlet, aereo da caccia di buon successo.

## Storia del progetto
La macchina venne sviluppata dopo una lunga gestazione legata alla specifica F.7/30 dell'Air Ministry per un caccia più veloce e meglio armato, ma i ritardi nell'assegnazione dell'ordine di costruzione si protrassero per quattro anni e mezzo. L'S.S.37 della Folland venne costruito come ultimissimo concorrente molto tempo dopo che il concorso per l'assegnazione della specifica F.7/30 avrebbe dovuto essere terminato. Sebbene meno innovativo rispetto a molti altri aerei presentati, alla fine fu proprio questo biplano con le ali coperte in tela a essere giudicato il migliore e nel luglio del 1935 ne venne ordinata la produzione alla Gloster Arcraft Company, con il nome di Gladiator.
Dal momento che esso volò come S.S.37 nel 1934, la RAF pensò bene di riguadagnare il tempo perso con una procedura d'urgenza, e ordinò così nel luglio 1935 23 caccia di serie estrapolati dal prototipo, designati Gladiator Mk I.
Tra le sue caratteristiche vi erano le semplici ali piano-convesse, ognuna delle quali era dotata di ipersostentatori comandati idraulicamente, un carrello di atterraggio con sospensioni interne del tipo Dowfy, quattro mitragliatrici e, sugli esemplari di serie, un tettuccio scorrevole a protezione del pilota. La maggior parte dei primi esemplari prodotti era fornita di un'elica di tipo Watts in legno, nonostante le prestazioni risultassero migliori con un'elica metallica a tre pale Fairey-Reed. 
La versione Mk II aveva un filtro di protezione contro la polvere, in vista dell'utilizzo in zone desertiche, un sistema di autoregolazione della miscela e un comodo dispositivo di avviamento elettrico per mezzo di una batteria interna.
I Gladiator, tuttavia, non vennero immessi in servizio con la dovuta celerità: a causa delle incertezze e delle limitazioni di bilancio (all'epoca i massicci programmi di riequipaggiamento bellico erano ben lontani dall'essere anche solo immaginati), il primo modesto ordine arrivò solo un anno dopo il volo del prototipo, quando volò anche il primo Hurricane. Passarono poi altri due anni per l'entrata in servizio (marzo 1937), appena qualche mese prima degli Hurricane (anch'essi non totalmente nuovi, essendo noti come "Fury monoplane" ma molto più ambiziosi, raddoppiando l'armamento un'altra volta).
A partire dal 73º esemplare vennero cambiate le armi: le Browning americane, prodotte su licenza, sostituirono i modelli britannici, dalla cadenza troppo lenta e la tendenza ad incepparsi. Venne inoltre sviluppato il Gladiator Mk II, dotato di elica tripala metallica Fairey-Reed e motore Mercury VIIIA.
Le macchine entrarono in servizio con celerità nelle file della RAF, ma anche con la Fleet Air Arm (reparto della Royal Navy per i velivoli a bordo delle navi), nella versione Sea Gladiator, più lenta, dotata di battellino di salvataggio e di gancio d'arresto. Inizialmente ne vennero prodotte 60 unità, poi aumentate con la conversione di altri velivoli.
La produzione raggiunse le 932 macchine, segnando un incremento notevole negli ultimi anni di produzione. In effetti alcune fonti parlano di 747 o 768 (un prototipo, 378 Mk I, 311 Mk II, 60 Sea gladiator, 18 aerei svedesi J8A, cioè degli Mk II modificati).
Le esportazioni furono numerose, soprattutto in Svezia (55), Egitto (40+), Cina (36), Finlandia (30), Lettonia (26), Belgio (22), tra altri paesi.
Totali utilizzati: Australia (ex-RAF), Cina (36 Mk.I), Belgio (22 Mk.I), Egitto (40+ Mk.II), Eire (4 Mk.I), Finlandia (30 Mk.II), Germania (13+ Mk.I), G.B. (RAF, FAA), Grecia (19 Mk.I e 6 Mk.II), Iraq (15 Mk.I e 5 Mk.II), Lettonia (26 Mk.I), Lituania (14 Mk.I), Norvegia (6 Mk.I and 6 Mk.II), Portogallo (15 Mk.II), Sud Africa (11 ex-RAF), Svezia (37 Mk.I and 18 Mk.II), URSS (ex Lettonia e Lituania,Mk.I)
I Gladiator erano macchine solide, maneggevoli, relativamente ben armate e con un motore affidabile. Essi erano oltretutto aerei di bell'aspetto, solido, imponente, arrotondato, con un tettuccio scorrevole a protezione del pilota che spuntava tra le ali e dava loro un aspetto più moderno di quanto non fossero.
Già al momento della sua uscita, il Gloster era sorpassato in velocità dalle macchine da bombardamento di nuova generazione, come il S.79 "Sparviero", che raggiungeva i 430 km/h (con motori Alfa 126 RC 34) e addirittura i 475 km/h con gli Alfa 128 RC 18, e lo sarà ancor più allo scoppio delle ostilità, da bombardieri leggeri come il Dornier Do 17 che, con il modello Do 217 E2, del 1940, aveva una velocità massima di bern 515 km/h.
Poteva però raggiungere il più lento (340 km/h) S.81, ben presto relegato a missioni di bombardamento notturno e, in seguito, alle Scuole Bombardamento e ai reparti da trasporto.
Il basso carico alare del caccia della Gloster e l'elevato rapporto potenza peso, nonché la robustezza e semplicità complessiva, gli consentivano un raggio di virata più corto della gran parte dei caccia dell'epoca, ma era anche uno dei più lenti. Si dice che fosse l'unico caccia britannico capace di competere con i Fairey Swordfish in maneggevolezza.

## Tecnica
Il Gladiator riproponeva l'impostazione del precedente Gauntlet, monomotore in configurazione traente, monoposto con velatura biplana e carrello fisso, abbinandola ad un motore di 200 hp più potente, con il doppio dell'armamento e cabina di pilotaggio chiusa da un tettuccio.

### Struttura

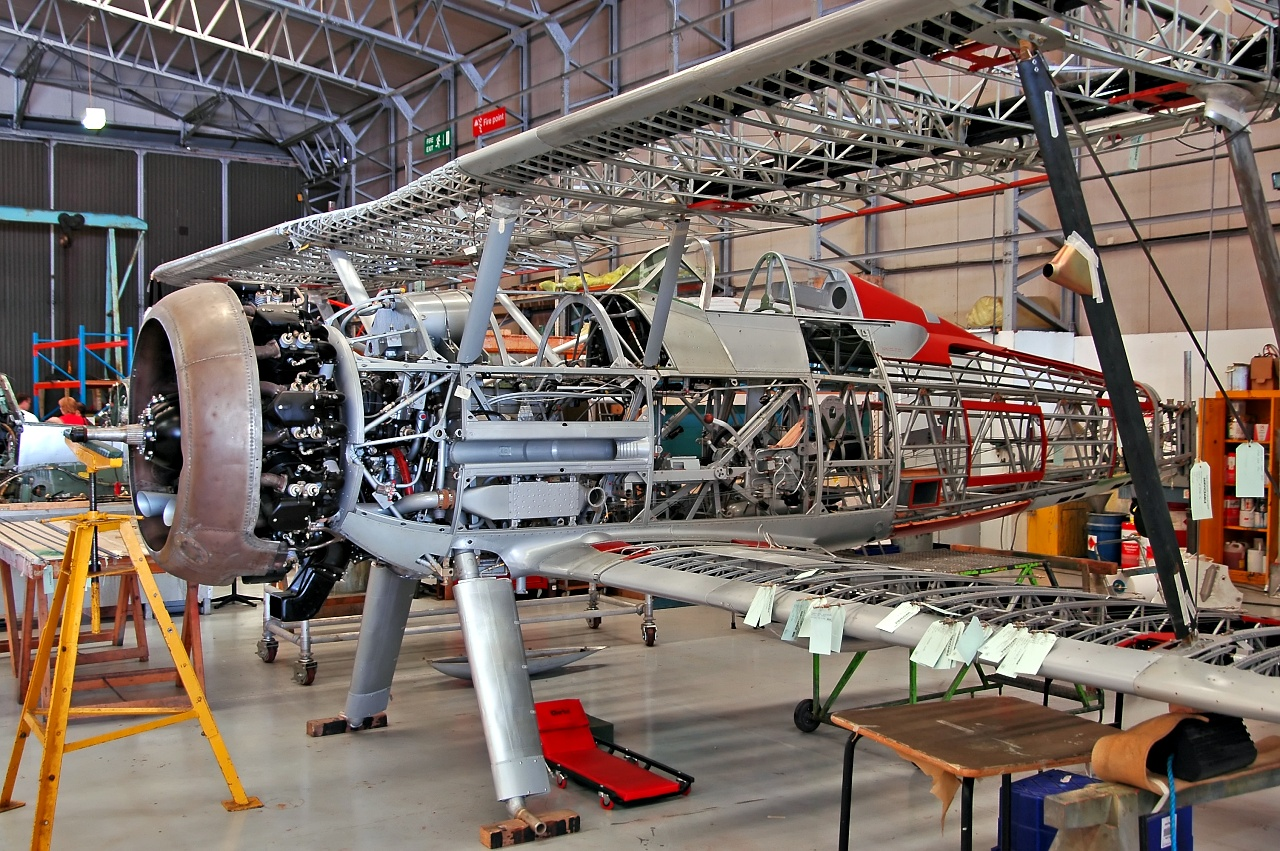
Il Gloster Gladiator di proprietà The Fighter Collection in fase di restauro mostra i particolari della costruzione interna.

La sua struttura era costituita da un sistema brevettato dalla Hawker, con una fusoliera assemblata da una travatura tubolare, tenuta insieme da piastre nodali di testa, mentre le ali erano costruite con longheroni in fogli di acciaio arrotolati, onde realizzare una struttura elastica ed economica. Tutto il rivestimento era in tela verniciata, con l'eccezione della parte anteriore della fusoliera, in pannelli metallici asportabili.
Il carrello d'atterraggio era fisso, a sbalzo (ovvero senza supporti al di fuori della sua struttura primaria), privo di carenatura ma con una coppia di ruote di grande diametro e sospensioni originali, in quanto nelle stesse ruote, di fabbricazione Dowty, erano incluse delle sospensioni interne.
I comandi di volo erano basati su alettoni e timone, ma vi erano, per riuscire a migliorare le prestazioni a basse velocità, anche degli ipersostentatori. Questi erano assenti sul Gauntlet ed erano assai rudimentali: erano infatti azionati a mano, con una pompa, ma comunque rappresentarono un'innovazione importante; erano presenti su tutte e quattro le ali. Queste ultime erano a campata unica, a due piloni in tandem, di forma del tutto convenzionale. A differenza del carrello e a similitudine dei piani di coda erano aiutate a restare in sede da cavetti d'acciaio di controventatura.
Il caccia aveva un tettuccio ma senza riscaldamento interno, per cui le missioni ad alta quota erano possibili, ma non molto confortevoli. Per consentire una adeguata visibilità l'ala superiore era sistemata avanti rispetto a quella inferiore.
La radio divenne presto uno standard (con una piccola antenna dietro l'abitacolo), come anche l'impianto di ossigeno per il pilota.

### Motore
La propulsione era affidata ad un motore Bristol Mercury, un radiale a 9 cilindri posti su un'unica fila che nella versione IX, adottata dalla versione Mk.I, era in grado di erogare una potenza massima pari a 830 hp (619 kW), azionante un'elica bipala con una carenatura centrale di varia foggia e dimensione, a seconda della versione. Il motore era carenato con una stretta struttura ad anello Townsend, con i cilindri dei motori provvisti di una carenatura singola a "goccia" per ridurre il diametro della stessa. I singoli collettori di scarico di ogni cilindro si riunivano in due distinti tubi di scappamento, sistemati in basso con un tubo molto prolungato.

### Armamento

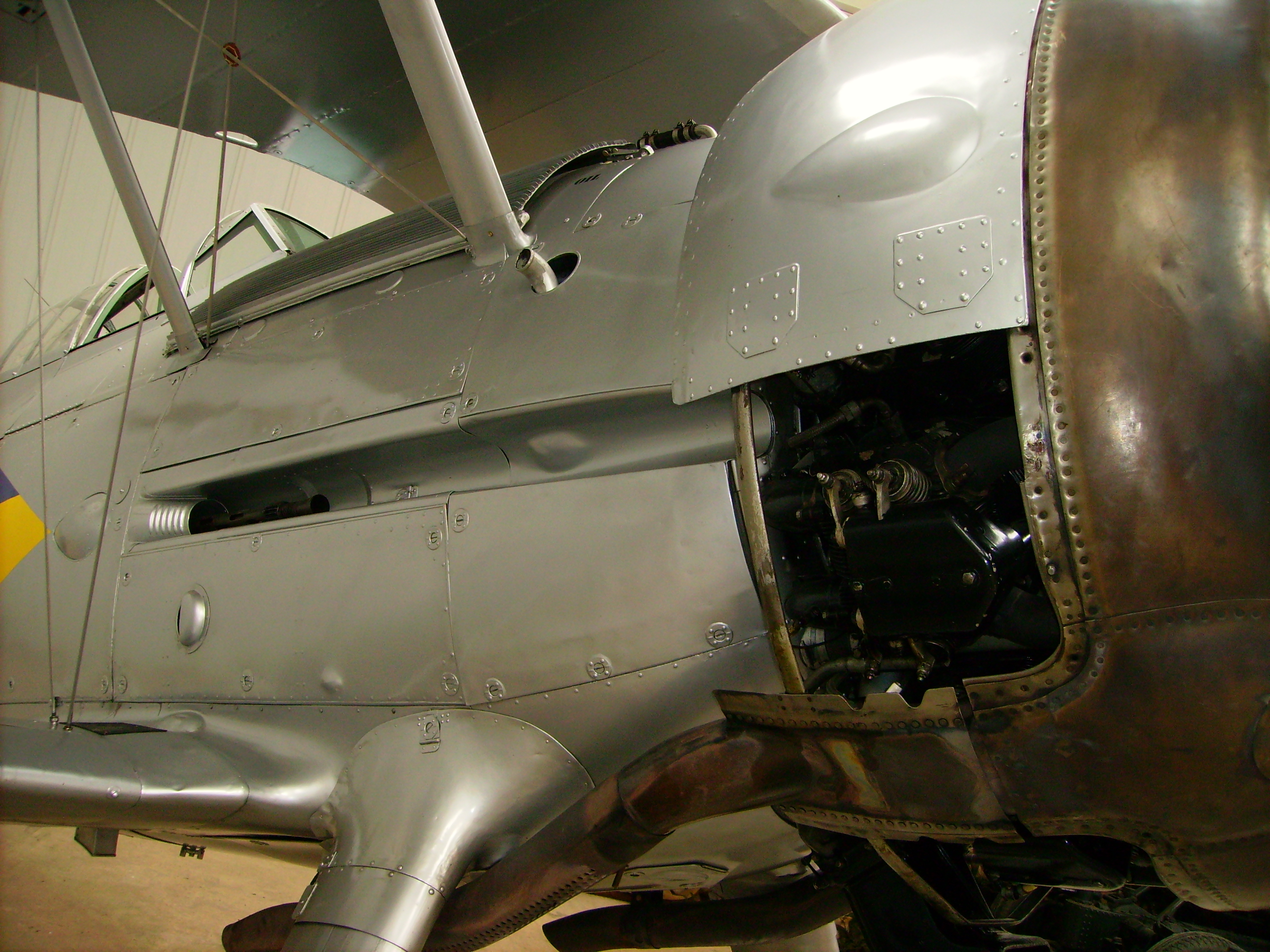
Dettaglio delle mitragliatrici più interne.

L'armamento del Gladiator era basato su quattro mitragliatrici posizionate in caccia che, dato l'ingombro dell'arma e del caricatore, non riuscivano ad essere alloggiate tutte nella fusoliera. La soluzione adottata in sede di progettazione fu quella di posizionarne due sulla linea mediana della fusoliera, affogate nella sua sezione anteriore, dotate di dispositivo di sincronizzaione per poter sparare senza conseguenze attraverso il disco dell'elica, le altre due collocate in altrettante piccole gondole sotto le semiali inferiori, a metà di queste, in una soluzione analoga a quella adottata nel Fiat C.R.32bis. Le armi, a seconda della versione, erano una coppia di Vickers calibro .303 in (7,7 mm) in fusoliera abbinate a alle pari calibro Lewis alari oppure quattro M1919 Browning, sempre calibro. 303 in (7,7 mm).

## Impiego operativo
Le prime unità ad essere equipaggiate con i Gladiator furono lo Squadron No. 72 a Tangmere, nel febbraio 1937, e, successivamente, lo Squadron No. 3 a Kenley, in marzo-aprile. 
L'entrata in servizio del Gladiator non fu facile. Sebbene riscuotesse il gradimento dei piloti britannici, gli incidenti durante il periodo di addestramento sul nuovo biplano della Gloster furono talmente numerosi da costringere la casa madre a produrre in tutta fretta un ulteriore lotto di 28 Mk II. La maggior parte degli incidenti avvenne in atterraggio. I piloti britannici avevano infatti scarsa dimestichezza nel far atterrare aerei equipaggiati con dei flap così ampi. Inoltre il Gladiator stallava più bruscamente, con un'ala che cedeva prima dell'altra. Il biplano della Gloster inoltre aveva la tendenza ad entrare facilmente in una vite piatta, per uscire dalla quale era necessaria una grande perizia.
Durante la guerra combatterono nel Mediterraneo e in Africa Orientale. Il loro avversario d'elezione era il Fiat C.R.42 italiano, ma ebbero modo di confrontarsi anche con il Fiat C.R.32. Con 4 armi di piccolo calibro contro 2 pesanti erano più o meno al pari in termini di potenza di fuoco (forse migliori, con 4000 colpi al minuto contro 1400 e la mancanza di corazze protettive come dotazione standard), agilità (il carico alare e il rapporto potenza peso erano migliori), leggermente inferiori come velocità massima (per via del tettuccio).
Il Gladiator poteva montare un motore radiale a nove cilindri Bristol Mercury modello VIIIA o IX, oppure Mercury IXS, tutti e tre da 840 hp. Il motore del Fiat C.R.42 era invece un radiale a doppia stella a 14 cilindri Fiat A.74 RC38, ma la potenza era la stessa.

### Nord Africa
In Nord Africa si scontrò spesso con il Fiat C.R.42. L'8 agosto ebbe luogo una delle più grandi battaglie aeree tra i due velivoli, in molti momenti in stile Grande Guerra. Grazie ad un agguato teso ai biplani Fiat e coordinato da Marmaduke Pattle con la radio, i Gladiator ebbero la meglio sui CR.42. I piloti britannici rivendicarono tra le 13 e le 16 vittorie confermate e da 1 a 7 probabili, a fronte della perdita di due Gladiator (F/Sgt Trevor Martin Vaugham, che restò ucciso, e il Flight Lieutenant Evers-Swindell, che riuscì a salvarsi). Da parte sua, la Regia Aeronautica subì quattro abbattimenti, mentre altri quattro furono costretti ad atterraggi di emergenza, che pare vennero tutti recuperati. I piloti italiani rivendicarono cinque Gladiator abbattuti (tre condivisi tra i piloti del 10º Gruppo e due condivisi da quelli della 73ª Squadriglia) e due probabili (il registro della 90ª Squadriglia elencava sei vittorie).
La battaglia aerea mise in luce i vantaggi che il Gladiator aveva nei confronti del C.R.42, soprattutto la radio, che aveva permesso un attacco coordinato e la sorpresa iniziale, oltre alle prestazioni complessivamente superiori a bassa quota, incluse velocità e una marcata maggiore manovrabilità orizzontale sul suo avversario italiano. Gli inglesi celebrarono la vittoria, mentre gli italiani dovettero ammettere una sonora sconfitta..

### Malta
Allo scoppio delle ostilità con l'Italia, una manciata di Gladiator difesero per dieci giorni Malta dagli attacchi della Regia Aeronautica, dando origine al mito che tre soli Gloster costituissero l'intera forza aerea dell'isola; i celebri Faith, Hope e Charity (in realtà, la leggenda nacque dopo che l'"assedio di Malta" era concluso). Charity fu abbattuto il 29 luglio 1940 (secondo lo storico Håkan Gustavsson, il 31 luglio). Il suo pilota, il Flying Officer Peter Hartley, decollava per intercettare un Savoia Marchetti S.M.79 "Sparviero", scortato da nove Fiat C.R.42 del 23º Gruppo. Ma il Sergente Manlio Tarantino colpì il serbatoio del Gladiator (N.5519) facendolo esplodere. Hartley si lanciò con il paracadute ma riportò gravi ustioni.

### Cina
Il primo cliente estero a fare uso effettivo del Gladiator fu la Cina, che già nel 1937 iniziò a ricevere 36 Mk I, utilizzandoli ben presto contro i giapponesi. I Gladiator si batterono molto onorevolmente, ma contro i Ki-10 e i A5M non potevano essere del tutto soddisfacenti, nonostante la potenza di fuoco (qui però ancora affidata alle mitragliatrici Vickers, che difficilmente superavano i 600 colpi al minuto). Entro la fine del 1938, la variegata aviazione cinese, che si era riequipaggiata con ogni macchina occidentale che riuscì a comprare, venne praticamente distrutta, e i soli apparecchi ancora utilizzabili erano per lo più di fornitura sovietica. Gli ultimi due esemplari vennero utilizzati come addestratori.

### Finlandia

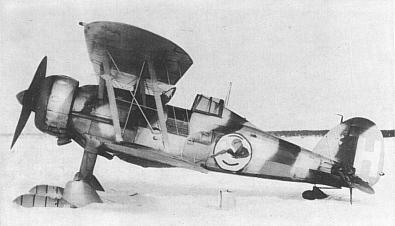

Prima ancora che i Gladiator fossero coinvolti nelle battaglie norvegesi, la Guerra d'Inverno tra Sovietici e Finlandesi divenne molto preoccupante. La Gran Bretagna e la Francia vennero in soccorso ai Finlandesi, e anche se l'offerta di inviare un corpo di spedizione finì senza risposta, vennero avviate forniture di armi, come quella per 30 Gladiator.
Questi vennero ordinati nel dicembre 1939 e montati in Svezia, vera retrovia della Finlandia all'epoca. L'accettazione da parte della Finlandia dell'aiuto diretto anglo-francese avrebbe cambiato in maniera drammatica gli eventi della seconda guerra mondiale, perché a quel punto l'URSS avrebbe combattuto con la Germania in un contesto che ben difficilmente avrebbe lasciato l'idea di un'invasione tedesca nel 1941.
In azione dal febbraio di quell'anno, i Gladiator vennero usati con abilità e parsimonia, come sempre per le poche macchine che i finlandesi ebbero, ottenendo numerose vittorie. Essi dimostrarono di virare stretti quanto i loro pari classe I-153, e sia pure con fatica spesso intercettarono i bombardieri Tupolev SB-2, nonostante la loro velocità. Furono abbastanza efficaci contro i veloci I-16, ma curiosamente i vecchi I-15Bis si dimostrarono degni avversari in diverse occasioni. La peggiore giornata fu il 29 febbraio, quando 5 Gladiator vennero abbattuti a causa della sorpresa dovuta all'attacco di uno stormo di I-16 e I-153 sul loro aeroporto.
In genere le cose andavano differentemente, con i caccia finlandesi che attaccavano e logoravano le grosse e poco coordinate formazioni sovietiche, che spesso perdevano il contatto con la loro caccia. I velivoli finlandesi quindi eseguivano azioni di guerriglia aerea, rendendo proibitive le perdite della controparte giorno per giorno. Per i finlandesi era impensabile attaccare direttamente la V-VS e respingerla a causa delle differenze di numeri sul campo.
Alla fine del servizio operativo di questi apparecchi, di 30 esemplari ne erano perduti almeno 22, mentre le vittorie ammontarono a oltre 45 aerei dichiarati. Nel 1941 erano ancora in servizio, ma non ebbero modo di ottenere molto e subirono pesanti perdite, operando con l'unità LLV-14, oltre alle LLV-16 e LLV-26 che lo ebbero originariamente in servizio. L'ultima vittoria avvenne nel 1943.

### Norvegia

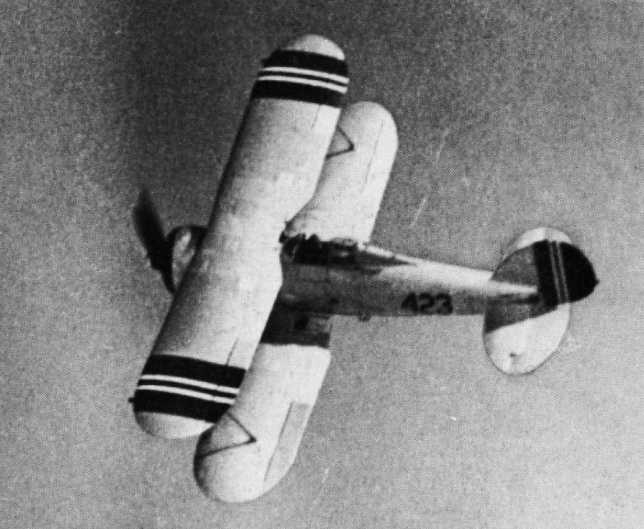
Un Gladiator della Kongelige Norske Luftforsvaret ripreso in volo dall'alto.

In Norvegia i Gladiator arrivarono in numero limitato, con uno Squadron britannico portato in fretta sul territorio norvegese, dove già operavano alcune macchine, essendo il paese nordico uno dei clienti, con un contratto del 1937.
Questo contratto verteva su 12 esemplari, i primi 6 del tipo Mk I e gli altri vennero poi consegnati come Mk II, per stare al passo con gli sviluppi tecnologici, approfittando anche del fatto che vi erano stati dei contrattempi nelle forniture. Le mitragliere erano di tipo Colt. Di 12 macchine consegnate, 9 erano ancora efficienti (raggruppate in un solo reparto) il 9 aprile, quando arrivarono gli aerei tedeschi. I norvegesi reagirono con vigore, ma alla fine della giornata erano praticamente stati distrutti. Abbatterono comunque vari bombardieri Heinkel He 111 e aerei da trasporto Junkers Ju 52, totalizzando 7 vittorie aeree dichiarate.
I Gladiator tornarono in azione il 29 aprile, con i velivoli del 264 Sqn. della RAF, inviati nella disperata impresa di combattere la Luftwaffe. Va notato che non vennero mai messe in servizio versioni cacciabombardiere del Gladiator. Anche macchine dell'804 Sqn. della Fleet Air Arm britannica vennero usate: le loro azioni erano basate sulla superficie di un lago ghiacciato, che venne presto scoperto e bombardato dall'aeronautica nemica.
Continuarono comunque a battersi assieme ad uno squadron di Hurricane, e reclamarono 38 vittorie aeree, molte delle quali erano reali e riguardavano per lo più He 111 da bombardamento medio. Alla fine, gli Hurricane e i Gladiator superstiti appontarono, dopo le ultime azioni del 7 giugno 1940, sulla portaerei HMS Glorious, che venne sperimentato dai piloti per la prima volta; la nave venne poi affondata dalle corazzate tedesche, vanificando gli sforzi dei britannici, che persero sia gli aerei che quasi tutti gli uomini a bordo in quel tragico evento. Solo due piloti della RAF sopravvissero.

### Belgio
L'aeronautica belga era molto variegata in termini di aerei, avendo ordinato macchine ovunque possibile per rinforzare la sua prima linea, molto decaduta in quanto ad efficienza negli anni trenta. Tra gli altri apparecchi ordinati, vennero chiesti alla Gloster 22 Gladiator, ordinati nel 1937 e consegnati entro il 1939. A quel punto vennero ordinati anche alcuni C.R.42, pari classe italiani del Gladiator.
I Gladiator vennero in larga parte assegnati alla prima squadriglia da caccia di Diest, che ne aveva in forza 15 il 10 maggio 1940. Essi furono sorpresi dagli attacchi aerei tedeschi fin dal primo giorno, al pari dei caccia Hurricane, anch'essi ordinati dal Belgio.
Vennero per lo più distrutti al suolo, ma alcuni riuscirono a levarsi in volo. Entro l'11 maggio cercarono di combattere i tedeschi, con pochi risultati e almeno altre 4 macchine abbattute dai Messerschmitt Bf 109. La piccola forza di Gladiator non poté niente contro la Luftwaffe.

### Grecia
I due esemplari in carico all'Aeronautica Greca il 28 ottobre 1940 vennero più tardi rinforzati da almeno altri 23 ex-RAF, ottenendo in tutto 7 vittorie dichiarate e 4 perdite in azione, prima di essere distrutte dall'invasione tedesca.

### Iraq
L'Iraq ottenne 15 esemplari che vennero impiegati nella rivolta del maggio 1941 contro i britannici, in cui dichiararono una vittoria.

### Africa Orientale
Nel Corno d'Africa i Gladiator si scontrarono con i Fiat C.R.42 che si dimostrarono in più occasioni superiori al biplano britannico. 
Il 6 novembre, le forze britanniche in Sudan lanciarono un'offensiva contro il forte di Gallabat (vedi: Conquista di Cassala) e Metemma, che si trovavano appena oltre il confine, I C.R.42 guidati dal Capitano Antonio Raffi e dall'asso Mario Visintini della 412ª Squadriglia, si scontrarono con i Gladiator del 1 SAAF Squadron e abbatterono il ventiquattrenne Flight Lieutenant Kenneth Howard Savage (RAF no. 37483) (L7614) e il Pilot Officer Kirk (K7969), costringendo il Pilot Officer J. Hamlyn a un atterraggio di emergenza nel suo aereo (L7612). Frattanto, il Major Schalk van Schalkwyk (N5855) sempre del 1 SAAF Squadron veniva attaccato da biplani Fiat che incendiarono il suo Gladiator e lo costrinsero a lanciarsi con il paracadute. Egli tuttavia non sopravvisse alle ferite ed alle ustioni. Il Captain Brian Boyle decollò in aiuto di van Schalkwyk ma fu lui stesso immediatamente attaccato e ferito e atterrò rovinosamente. Sempre il 6 novembre, intorno a mezzogiorno, un'altra pattuglia di Gladiator, mentre si preparava ad attaccare una formazione di bombardieri Caproni Ca.133, veniva intercettata da Fiat C.R.42 e il Flying Officer Haywood (K7977) veniva colpito e fatto precipitare in fiamme. I sudafricani rivendicarono l'abbattimento di due "Falchi" ma nessun aereo italiano venne distrutto e soltanto il biplano del Sottotenente Rosmino venne colpito ed egli ritornò con il paracadute crivellato di pallottole. Due o tre di queste vittorie vennero attribuite al Capitano Visintini.

### Regno Unito
Alcuni Gladiator vennero schierati fin dall'inizio della crisi del 1939, in Francia, ma vennero sostituiti prima possibile con gli Hurricane. Nondimeno, alcuni dovettero combattere la primavera successiva contro i tedeschi. Nell'estate del 1940 i caccia britannici erano, sulla madrepatria, tutti monoplani. I Gladiator vennero quindi relegati in teatri secondari e sulle portaerei, in attesa dell'arrivo degli Hurricane.
In servizio sul Mediterraneo e in Africa, ebbero glorie e dolori. In una giornata campale sul teatro africano-orientale (dove esistevano inizialmente 2 Squadron), in diversi combattimenti con gli italiani su C.R.42 persero 6 aerei senza contropartita, mentre l'esordio del pilota Marmaduke Pattle, il miglior pilota britannico su biplani, fu funesto, con 3 aerei, tra cui il suo, abbattuti dai C.R.32 sull'Egitto. Qui erano basati 3 Sqn. di Gladiator, mentre 15 aerei dell'aviazione egiziana operavano di rinforzo.
Nonostante le perdite, le battaglie continuarono per mesi e i Gladiator tennero fede al loro nome di combattenti. In un giorno di agosto 1940 abbatterono ben 7 C.R.42 sopra il deserto egiziano, come anche numerosi C.R.42 (almeno una dozzina) contro 3-4 dei loro sulla Grecia, nelle prime battaglie combattute dalla RAF in tale zona d'operazioni.
I Gladiator vennero ampiamente usati anche dalla Fleet Air Arm, con 60 macchine prodotte in versione navalizzata e numerose altre ottenute poi per modifica. Essi ottennero varie vittorie nel periodo 1940-41, specie sul Mediterraneo. A Malta alcuni Gladiator vennero utilizzati per lungo tempo dai britannici, come unici caccia disponibili, abbattendo aerei come gli S.79 e MC.200, per un totale di 21 vittorie aeree dichiarate fino al 24 gennaio 1941. La leggenda che vi fossero solo 3 esemplari presenti (battezzati Speranza, Carità e Fede, quest'ultimo ancora esistente a La Valletta) non è lontana dalla realtà, perché inizialmente i velivoli operativi erano 7 su una dozzina forniti ai magazzini, con piloti autodidatti che impararono in maniera artigianale a pilotarli.
I Gladiator erano nell'insieme macchine molto moderne, senza vizi particolari di volo, robuste, affidabili e di aspetto gradevole, ma rapidamente diventarono obsolete, essendo entrate in servizio con due anni di ritardo su quanto possibile (ma due in anticipo sui C.R.42).
In seguito la Gloster si sarebbe rifatta entrando per prima nell'era dei jet: produsse i Gloster Meteor.

## Utilizzatori
Australia
- Royal Australian Air Force

 Belgio
- Aviation militaire

 Repubblica di Cina
- Chung-Hua Min-Kuo K'ung-Chün

 Egitto
- Royal Egyptian Air Force

 Finlandia
- Suomen ilmavoimat

 Francia libera
- Forces aériennes françaises libres

 Germania
- Luftwaffe (prede di guerra)

 Grecia
- Ellinikí Vasilikí Aeroporía

 Iraq
- Royal Iraqi Air Force

 Irlanda
- Aer Chór na hÉireann

 Lettonia
- Latvijas Gaisa Spēki

 Lituania
- Karinės Oro Pajėgos

 Norvegia
- Kongelige Norske Luftforsvaret

 Portogallo
- Arma da Aeronáutica Militar

 Sudafrica
- South African Air Force

 Unione Sovietica

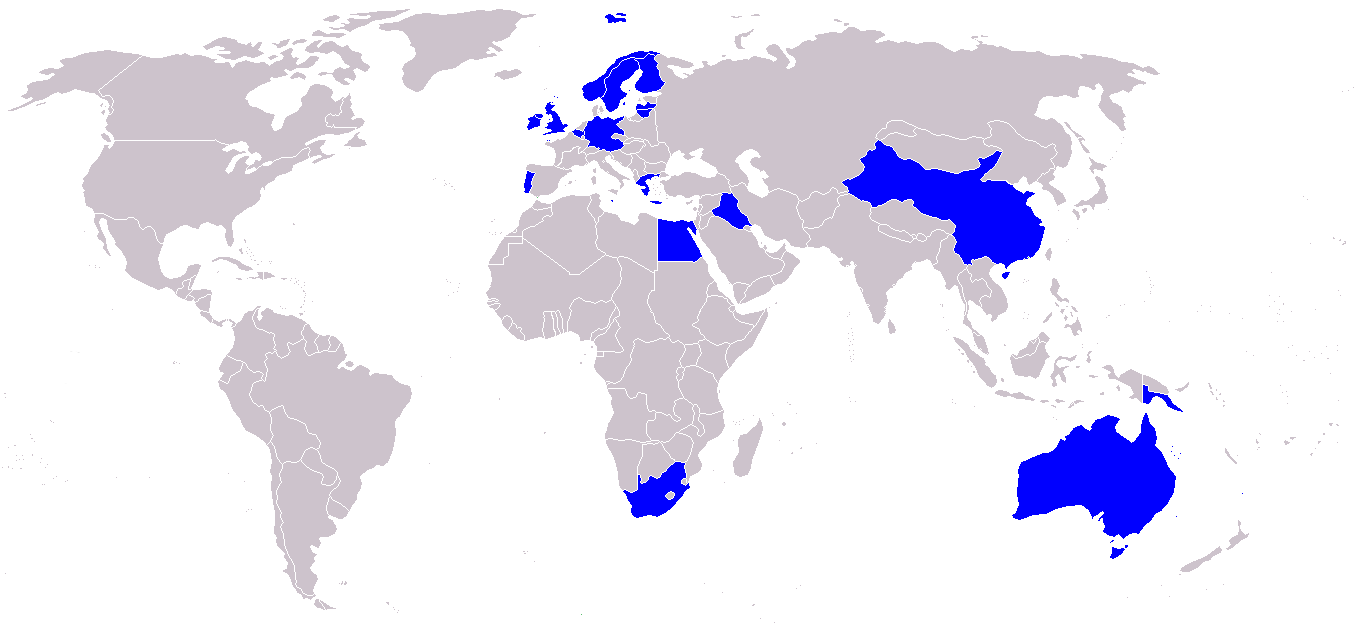
Distribuzione delle forze aeree mondiali che hanno utilizzato il Gladiator.

- Sovetskie Voenno-vozdušnye sily (prede di guerra)

 Svezia
- Svenska Flygvapnet

 Regno Unito
- Royal Air Force
- Fleet Air Arm Royal Navy